# San Jose Earthquakes 1975
Questa pagina raccoglie i dati riguardanti i San Jose Earthquakes nelle competizioni ufficiali della stagione 1975.

## Stagione
Gli Earthquakes rimasero sotto la guida di Ivan Toplak, e rimasero caratterizzati da una rosa molto eterogenea. La squadra non riuscì a replicare le prestazioni della stagione precedente, chiudendo il campionato all'ultimo posto della Western Division, fallendo l'accesso ai play-off per il titolo.
Capocannoniere delle squadra fu Ilija Mitić con quattordici reti.

## Organigramma societario
Area direttiva
- Proprietario: Milan Mandaric[1]

Area tecnica
- Allenatore: Ivan Toplak

## Rosa
| N. |                        | Ruolo | Calciatore       |
| -- | ---------------------- | ----- | ---------------- |
| 1  | Stati Uniti (bandiera) | P     | Mike Ivanow      |
| 1  | Jugoslavia (bandiera)  | P     | Mirko Stojanović |
| 2  | Stati Uniti (bandiera) | D     | Buzz Demling     |
| 3  | Inghilterra (bandiera) | D     | Laurie Calloway  |
| 4  | Stati Uniti (bandiera) | D     | Mark Demling     |
| 5  | Jugoslavia (bandiera)  | D     | Momčilo Gavrić   |
| 6  | Stati Uniti (bandiera) | A     | Mani Hernandez   |
| 7  | Giamaica (bandiera)    | A     | Art Welch        |
| 8  | Stati Uniti (bandiera) | C     | Johnny Moore     |
| 9  | Stati Uniti (bandiera) | A     | Dan Counce       |
| 10 | Stati Uniti (bandiera) | A     | Paul Child       |
| 11 | Stati Uniti (bandiera) | A     | Boris Bandov     |
| 12 | Inghilterra (bandiera) | D     | Terry Lees       |
| 13 | Scozia (bandiera)      | C     | Davie Kemp       |

| N.    |                        | Ruolo | Calciatore        |
| ----- | ---------------------- | ----- | ----------------- |
| 14    | Stati Uniti (bandiera) | A     | Archie Roboostoff |
| 15    | Stati Uniti (bandiera) | A     | Ilija Mitić       |
| 15/17 | Costa Rica (bandiera)  | C     | Hernán Morales    |
| 16    | Inghilterra (bandiera) | D     | Derek Craig       |
| 16    | Polonia (bandiera)     | A     | Zenon Zaczyński   |
| 17    | Costa Rica (bandiera)  | A     | William Quirós    |
| 17    | Scozia (bandiera)      | A     | Jimmy Johnstone   |
| 18    | Stati Uniti (bandiera) | A     | Jerry Kazarian    |
| 18    | Inghilterra (bandiera) | D     | Arthur Hadley     |
| 19    | Stati Uniti (bandiera) | D     | Chuck Carey       |
| 20    | Stati Uniti (bandiera) | D     | Jim Zylker        |
| 21    | Stati Uniti (bandiera) | P     | Gary St. Clair    |
|       | Inghilterra (bandiera) | D     | David Lyon        |
|       | Stati Uniti (bandiera) | D     | David Dufty       |